# Geoffrey Sax
Geoffrey Sax ist ein britischer Fernseh- und Filmregisseur.

## Leben
Sax ist seit den 1970er Jahren im Fernseh- und Filmgeschäft tätig. Zunächst arbeitete er als interner Regisseur der BBC. Er war an der Inszenierung mehrerer Fernsehserien beteiligt, in den 1980er Jahren kamen vereinzelt Fernsehfilme hinzu. 1980 wurde Sax erstmals für den BAFTA TV Award nominiert, den er schließlich 1991 gewinnen konnte.
In den 1990er Jahren drehte er vor allem Fernsehfilme. Sax verließ die BBC und ging in die Vereinigten Staaten. 2005 gab er schließlich mit White Noise – Schreie aus dem Jenseits sein Kinofilmdebüt. Es folgten weitere Spielfilme und Beteiligungen an verschiedenen Serien.

## Filmografie (Auswahl)
- 1992: Eiskaltes Duell (Framed)
- 1993: Im Teufelskreis von Haß und Lüge (Circle of Deceit)
- 1995: Ein Richter rechnet ab (Broken Trust)
- 1996: Doctor Who – Der Film (Doctor Who)
- 1996: Pick Up – Das Mädchen und der Cowboy (Ruby Jean and Joe)
- 2001: Othello
- 2001: Widows (Miniserie)
- 2002: Tipping the Velvet (Miniserie)
- 2005: White Noise – Schreie aus dem Jenseits (White Noise)
- 2006: Stormbreaker
- 2010: Frankie and Alice
- 2011: Christopher und Heinz – Eine Liebe in Berlin (Christopher and His Kind)
- 2014, 2016: Agatha Raisin (Fernsehserie, 5 Folgen)
- 2014, 2018: Der junge Inspektor Morse (TV-Serie, 2 Folgen)
- 2017: Snatch (Fernsehserie, 2 Folgen)
- 2017–2019: Victoria (Fernsehserie, 5 Folgen)